# Оккупация португальцами Французской Гвианы
Колония Кайенны и Гвианы (порт. Colônia de Caiena e Guiana) — территория оккупированной португальцами Французской Гвианы. Существовала с 1809 по 1817 год, после чего была возвращена французам.

## История
Поводом к оккупации послужило заявление португальцев о желании отомстить французам за Первое вторжение в Португалию в 1807 году. В 1809 году принц-регент Жуан Португальский отдал приказ о вторжении во Французскую Гвиану. Причиной оккупации было стремление Португалии пересмотреть границу между колонией Бразилия и Французской Гвианой, установленной Утрехтским договором в 1713 году, провести её снова по реке Ояпок, что фактически аннулировало положения Парижского (1797), Бадахосского и Мадридского (1801) и Амьенского (1802) договоров.
700 солдат Бразильской колониальной армии под командованием генерал-лейтенанта Мануэля Маркеса выступили из провинции Пара, поддержанные с моря эскадрой под командованием капитана Джеймса Лукаса Йе. Морскими пехотинцами командовал Луис Морейра-да-Кунья, будущий министр военно-морского флота независимой Бразилии.
Военные действия начались 6 января 1809 года, а уже 14 января того же года французы капитулировали. Французская Гвиана, под названием колония Кайенны и Гвианы, перешла во владение Португалии. Губернатором новой колонии был назначен Жуан Севериану Масьель да Кошта.
Самым большим трофеем португальцев стал сельскохозяйственный комплекс Ля Габриэль, включавший несколько плантаций и мельницу, на которых трудились многочисленные рабы-африканцы. Кроме того, весной 1809 года оккупанты вывезли с территории Французской Гвианы 82 вида культурных растений. По приказу португальской администрации их список составил Жозеф Мартен, бывший администратор Ля Габриэль. Таким образом в Бразилию попали мускатный орех, гвоздика, плоды хлебного дерева и сеянцы грецкого ореха, камбоэйра, авокадо и кайенский тростник, впоследствии вытеснивший все другие виды сахарного тростника в Бразилии. Эта коллекция растений стала одной из предшественниц будущего ботанического сада в Рио-де-Жанейро.
В 1814 году, после отречения Наполеона I и реставрации Бурбонов, правительство Людовика XVIII заявило о своих правах на обладание Французской Гвианой. Но претензии французов были отвергнуты Жуаном VI, королём Португалии. Снова вопрос был поставлен французами на Венском конгрессе в 1815 году. Франция согласилась на вариант границы между колониями Бразилия и Французская Гвиана, предложенный правительством Португалии.
Тем не менее, только 21 ноября 1817 года португальцы оставили Кайенну, после подписания соглашения между Францией и новым Соединенным Королевством Португалии, Бразилии и Алгарве. Жуан Севериану Масьель да Кошта передал полномочия Клоду Карра де Сен-Сиру, новому администратору колонии Французская Гвиана.